# Tramerka
Koordinati:   44°13′30″N, 14°46′30″E
Tramerka je majhen nenaseljen otoček v Jadranskem morju. Pripada Hrvaški.
Tramerka leži okoli 3 km zahodno od otoka Molat. Njegova površina meri 0,745 km². Dolžina obalnega pasu je 4,26 km. Najvišji vrh je visok 50 mnm.